# Зелёная ветвь (роман)
«Зелёная ветвь» — роман Юрия Трусова, является продолжением исторической трилогии «Хаджибей», хотя может быть вполне самостоятельным произведением. В нём автор рассказывает о борьбе греков за независимость, против османских завоевателей в начале XIX века.

## Сюжет
В основу произведения легли исторические факты, художественно переосмысленные автором. Многие персонажи имеют своих прототипов, в том числе и главный герой произведения Раенко. Писатель как бы заново открыл для широкого читателя славный подвиг русского офицера Н. А. Райко, который четыре года сражался в рядах греческой республиканской армии, командовал цитаделью Паламиди, крепостью Ич Кале, восемнадцать месяцев был военным губернатором освобождённого от врагов города Патрас.
Автору удалось проникнуть в суть изображаемых событий и создать образ мужественного честного воина. Также убедительно показал писатель любовь Раенко к женщине трагической судьбы — Анне Фаоти.
Юрий Трусов убедительно показал трагедию греческого народа.
События романа «Зелёная ветвь» — необычайно ёмкие, стремительные, с занимательным сюжетом. персонажи в произведении разные по социальной принадлежности и по профессиям. Это и государственные деятели России, Англии, Греции — в основном исторические лица, и видные военачальники, а также дипломаты, адмиралы, солдаты, шкиперы быстроходных греческих саколев, матросы и пираты… Большинство из них наделены индивидуальными чертами, запоминающейся внешностью, характерами, свойственной только им лексикой.